# أكاديمية الشرطة (فلم)
أكاديمية الشرطة هو فيلم أمريكي أُصدر عام 1984. يتحدث الفيلم عن 8 رجال شرطة لهم صفات مختلفة، فمنهم الغبي والذكي والقصير والطويل، والعنيف والمسالم. وعادة ما تصلهم أوامر من رئيس الشرطة «هارس» ومساعده الغبي «بروكتر» وفي أغلب الأحيان يحاولان التخريب على رجال الشرطة. وغالبا ما يعملون على شكل أفراد.
الفيلم من إنتاج شركة وارنر بروس - WB

## وصلات خارجية
- مقالات تستعمل روابط فنية بلا صلة مع ويكي بيانات